# Же (Горња Савоја)
Же (фр. Gets) насеље је и општина у источној Француској у региону Рона-Алпи, у департману Горња Савоја која припада префектури Бонвил.
По подацима из 2011. године у општини је живело 1257 становника, а густина насељености је износила 41,93 становника/km². Општина се простире на површини од 29,98 km². Налази се на средњој надморској висини од 1172 метара (максималној 1.820 m, а минималној 900 m).

## Демографија
| 1962. | 1968. | 1975. | 1982. | 1990. | 1999. | 2011. |
| ----- | ----- | ----- | ----- | ----- | ----- | ----- |
| 831   | 857   | 986   | 1.097 | 1.287 | 1.352 | 1.257 |

График промене броја становника у току последњих година